# Малышев, Николай Иванович (Герой Советского Союза)
Николай Иванович Малышев (22 ноября 1949 — 3 января 2018) — полковник Советской армии, участник Афганской войны, Герой Советского Союза (1987).

## Биография
Родился 22 ноября 1949 года на руднике Сагур (ныне — Селемджинский район Амурской области). Но скоро его родители возвращаются в родные места — деревню Кашинка, недалеко от райцентра Цильна Ульяновской области. Проучившись в Кашинской школе до четвёртого класса, Николай переезжает в Цильну. Окончил среднюю школу, после чего работал слесарем. В 1968 году Малышев был призван на службу в Советскую армию. В 1974 году он окончил Сызранское высшее военное авиационное училище лётчиков, в 1985 году — академические курсы подготовки политсостава. В 1982—1983 и в 1985—1986 годах командировался в Афганистан.
Член КПСС с 1975 года.
За время своего пребывания в Афганистане он совершил 780 боевых вылетов, налетав в общей сложности более 820 часов. Занимал должность заместителя по политической части командира вертолётной эскадрильи 40-й армии. Находясь в сопровождении колонны, следовавшей по маршруту Газни — Кабул — Мазари-Шариф, Малышев обнаружил, что формирования моджахедов атаковали её и подбили несколько машин, бронетранспортёров и танк. Малышев открыл огонь по напавшим афганцам, продержавшись до прилёта двух самолётов «МиГ-17». В том бою было уничтожено около 400 моджахедов. Действия Малышева позволили спасти от полного уничтожения колонну.
Указом Президиума Верховного Совета СССР от 13 января 1987 года за «мужество и героизм, проявленные при оказании интернациональной помощи Демократической Республике Афганистан», майор Николай Малышев был удостоен высокого звания Героя Советского Союза с вручением ордена Ленина и медали «Золотая Звезда» за номером 11554.
Был уволен в запас в звании полковника. В последнее время проживал в Воронеже, активно занимался общественной деятельностью. Работал профессором кафедры тактики армейской авиации Военного учебно-научного центра Военно-воздушных сил «Военно-воздушной академии имени профессора Н. Е. Жуковского и Ю. А. Гагарина», расположенном в Воронеже.
Был также награждён орденом Красной Звезды и рядом медалей.
Погиб в ДТП вместе с женой 3 января 2018 года в 6.50 на 88-м км трассы Саранск — Сурское — Ульяновск в Дубенском районе. Похоронен на Аллее славы Коминтерновского кладбища в Воронеже.

## Память
- С 1989 года в Ульяновской области проводится именной спортивный турнир по баскетболу.
- Имя Героя Советского Союза Малышева с апреля 2021 года носит Цильнинская средняя школа, в которой учился Николай, а 21 февраля 2022 года появилась парта Героя, на которой размещены фотография и награды Николая Малышева.
- В октябре 2022-го, имя Героя Советского Союза Николая Малышева увековечено в селе Кашинка, мемориальной доской, на доме, где в своё время жил[6].
- 13 декабря 2024 года в Кашинке состоялось торжественное открытие дорожного знака — указатель «Переулок Героя Советского Союза Николая Малышева»[7][8].